# ترنينت
ترنينت (بالإنجليزيَّة: Tranent، وتُلفظ: /trəˈnɛnt/، وبالغيليَّة الإسكتلنديَّة: Tranant) هي بلدة في لوثيان الشرقيَّة (كانت تدعى هادينغتونشير في السابق) تقع في جنوب شرقي إسكتلندا. تقع البلدة على بعد 6 أميال من حدود العاصمة إدنبرة، وتقع على بعد 9.1 أميال من وسط المدينة. كما أنها تقع على جانب الطريق A1 الذي يمر عبر البلدية ليفصل البلدة عن القرى والضيع المرتبطة ألا وهي ميدوميل وميناء بلدية كوكنزي. كان الطريق الرئيسي الأصلي يمر عبر البلدة بصورة مباشرة حتى افتتح طريق A1 الجديد. تقع البلدة على أرض خفيفة الانحدار على ارتفاع يبلغ نحو 90 مترًا فوق مستوى سطح البحر، وهي واحدة من أقدم مدن لوثيان الشرقيَّة. بلغ عدد سكان البلدة نحو 12,140 نسمة، وهو زيادة فاقت الأربعة آلاف نسمة منذ عام 2001. كانت ترنينت واحدة من كبرى بلدات التعدين في السابق، بيد أنها أضحت الآن بلدة تابعة للعاصمة الإسكتلنديَّة إدنبرة.

## النقل
تتميز ترنينت بشبكة المواصلات التي تربطها بالعاصمة إدنبرة من الغرب وببلدات لوثيان الشرقية الأكثر ريفية من الشرق.

### الطرق
يمر الطريق A1 من البلدة ويلتقي بطرفيها الشمالي والغربي.
يخترق الطريق A199 ترنينت ليصل إلى إدنبرة عند الاتجاه غربًا، في حين يصل إلى قرية ماكميري عند الاتجاه شرقًا.

### وسائل النقل العام

#### الحافلات
خدمات النقل بالحافلات متوفرة في البلدة.

## أعلام بارزون
- إيان بلاك، لاعب كرة قدم.
- جورج مكنيل، رياضي.
- نيل مارتن، لاعب كرة قدم.
- إيان مكبارلاند، لاعب كرة قدم.
- موريس ستيفنسون، لاعب كرة قدم.
- بات ستانتون، لاعب كرة قدم.
- غوردون وودز، فاعل خير وكوميدي.